# Echimys saturnus
Espèce
Statut de conservation UICN

 DD  : Données insuffisantes
Echimys saturnus est une espèce de rongeurs de la famille des Echimyidae. Ce rat épineux que l'on n'a rencontré que rarement, dans quelques localités d'Amérique du Sud, en Équateur et au Pérou, est encore mal connu.
Cette espèce a été décrite pour la première fois en 1926 par le zoologiste britannique Michael Rogers Oldfield Thomas (1858-1929).